# Берлинка (библиотека)
Берлинка (пол. Berlinka или Biblioteka Pruska, нем. Die Berliner Sammlungen) — часть библиотеки Ягеллонского университета, состоящая из исторических коллекций, которые до Второй мировой войны принадлежали Прусской государственной библиотеке (сегодня Берлинская государственная библиотека), а после войны оказались на территории Польши.

## История
Во время Второй мировой войны немецкие власти приняли решение эвакуировать большую часть исторических фондов Прусской государственной библиотеки в Берлине, чтобы защитить их от бомбардировок союзников.
Две трети фондов были эвакуированы в землю Гессен, где книги и документы хранились в соляных шахтах, а треть — в Силезию. После войны, в результате изменения границ, эти фонды оказались на территории Польши. Польское правительство провозгласило своё право сохранить у себя указанные фонды как репарацию за ущерб, причиненный нацистами культурному наследию Польши. По подсчётам польской стороны этот ущерб составлял не менее 20 000 000 000 американских долларов в ценах того времени. Однако большая часть фондов библиотеки была вывезена в Москву, менее ценные книги были распределены среди библиотек пятнадцати республик СССР, ценные издания до сих пор хранятся в Москве.
Остальные фонды (более 300 000 единиц хранения) были перевезены в Краков. До 1977 года польское правительство держало в секрете существование «Берлинки». Немецкая сторона рассматривала эти коллекции как погибшие в результате войны. Однако в 1977 году тогдашний руководитель коммунистической Польши Эдвард Герек вручил руководителю ГДР Эриху Хонеккеру партитуры «Волшебной флейты» Моцарта и девятой симфонии Бетховена.
Немецкая пресса развернула кампанию за возвращение культурных ценностей «Берлинки» в Германию, опираясь на Гаагскую конвенцию 1907 года.
После объединения Германии и заключения договоров о добрососедстве между Польшей и Германией вопрос передачи фондов библиотеки сдвинулся с мёртвой точки, но по-прежнему остаётся спорным.
В начале 2000-х Польша предложила создать совместный польско-немецкий фонд, который заботился бы о фондах «Берлинки». Германия, в свою очередь, выступает за полное возвращение фондов библиотеки в Германию. Консенсус до сих пор не достигнут.
В онлайн-каталоге Государственной библиотеки в Берлине книги «Берлинки» обозначены как «потерянные в результате войны». По договорённости библиотек обеих стран планируется обозначение в берлинском каталоге местонахождения книг «Берлинки» с польской сигнатурой, что позволит их заказывать читателями из Германии для краткосрочного пользования в рамках международного библиотечного обмена.

## Фонды Берлинки
Фонды Берлинки составляют более 300 000 единиц хранения, среди которых очень много уникальных книг и рукописей, например рукописи Гёте, Мартина Лютера, Фридриха Шиллера, братьев Гримм, по некоторым данным рукопись Национального гимна «Песнь немцев» (Deutschlandlied), более 9 000 писем выдающихся деятелей Германии, оригинальные партитуры Баха, Бетховена, Моцарта. В фонды Берлинки входит большая коллекция иудаики, много редких изданий на французском, испанском, итальянском и других языках.
В то же время в фондах Берлинки есть много рукописей и инкунабул из польских монастырей.
Фонды Берлинки до сих пор не полностью каталогизированы. Так, только в 2006 году был выявлен рукописный экземпляр многотомного словаря немецкого языка братьев Гримм.